# Sergei Michailowitsch Tretjakow

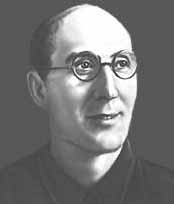
Sergei Tretjakow

Sergei Tretjakow (russisch: Сергей Михайлович Третьяков, wiss. Transliteration Sergej Mihajlovič Tret'âkov; * 8. Junijul. / 20. Juni 1892greg. in Goldingen, Gouvernement Kurland; † 10. September 1937) war ein sowjetischer Schriftsteller und Exponent des russischen Futurismus. Zu seinen wichtigsten Werken zählen die Porträts deutscher Avantgarde-Künstler Menschen eines Scheiterhaufens, die Lebensgeschichte des chinesischen Studenten Den Schi-Chua, das Theaterstück Brülle China! sowie die Faktografie Feld-Herren. Der Kampf um eine Kollektivwirtschaft über den Aufbau der Kolchose „Kommunistischer Leuchtturm“.
Tretjakow stand als Theoretiker und Praktiker im aktiven Austausch mit Sergei Eisenstein, Wladimir Majakowski, Bertolt Brecht und weiteren Exponenten der avantgardistischen Kunst der 1920er und 1930er Jahre. Walter Benjamin erwähnte ihn als ein Beispiel in seinem Vortrag Der Autor als Produzent (1934).
Im Jahr 1937 fiel Tretjakow dem Großen Terror in der Sowjetunion zum Opfer.

## Leben
Das Leben von Sergei Tretjakow ist aufs engste mit der Geschichte der Sowjetunion verknüpft. Er erlebte die Russische Revolution bereits als aktiver Avantgarde-Künstler, prägte die Entwicklung der revolutionären Kunst als Kommentator und Mitarbeiter zahlreicher Gremien bis Mitte der 1930er Jahre mit. Dabei wechselte er Aufenthaltsorte und Aufgaben so oft, dass eine detailgenaue Darstellung den Rahmen eines Artikels sprengen würde. Seinen Tod fand Tretjakow in stalinistischer Gefangenschaft. Die auf Deutsch erhältlichen Darstellungen seines Lebens fokussieren fast ausschließlich auf seine künstlerisch-agitatorische Tätigkeit.

### Kindheit, Jugend und publizistische Anfänge
Sergei Tretjakow wurde am 21. Juni 1892 im kurländischen Goldingen (heute Kuldīga, Lettland) geboren. Sein Vater Michail Konstantinowitsch Tretjakow war Mathematiklehrer. Zusammen mit seiner Frau Elfrida Emmanuilowna Meller hatte er acht Kinder, Sergei war das älteste von ihnen. Elfrida Meller entstammte einer deutsch-holländischen Familie.
Tretjakow besuchte das Gymnasium in Riga, das er 1913 mit einer Goldmedaille abschloss. Er brillierte als Pianist und spielte früh Frédéric Chopin, Sergei Rachmaninow, Alexander Skrjabin. Von 1913 bis 1916 studierte Tretjakow an der juristischen Fakultät der Moskauer Universität. In dieser Zeit schloss er sich den Sozialrevolutionären an. Besonders bedeutsam wurde die Bekanntschaft mit Wsewolod Meyerhold und Wladimir Majakowski, mit denen er erste ego-futuristische Texte veröffentlichte.
Zur Zeit der Russischen Revolution lebte Tretjakow in Nikolajewsk, wohin er mit seiner Familie umgezogen war.

### Jahre des Bürgerkriegs
Am Bürgerkrieg nach der Revolution nahm Tretjakow aktiv teil und geriet an der Seite von Admiral Koltschak nach Wladiwostok. Dort schloss er sich den Bolschewiki an. Am 4./5. August 1920 wurde er Augenzeuge des japanischen Überfalls auf die Stadt. Zum Gedicht, das er aufgrund dieses Erlebnisses verfasste, schrieb er im Artikel Woher und Wohin? Perspektiven des Futurismus: „Es war mein erstes Gedicht, das wutverzerrt auf die Straße herausging, an dem Tage des großen Zorns. Von diesem Gedicht her datiert meine Laufbahn als revolutionärer Dichter.“
Weil Tretjakow nicht nur sein Schreiben, sondern sein ganzes Leben in den Dienst der Revolution stellen wollte, suchte er sich immer neue Aufgaben in kollektiven Projekten, Verbänden, in der Bildungsarbeit, in der Arbeit für Zeitungen, Theater und Film. Dazu unternahm er zahlreiche Reisen.
In Wladiwostok und später in Tschita wurde Tretjakow Volksbildungsminister der Fernöstlichen Republik (1921–1922). Ebenfalls in diese Jahre fallen die ersten kurzen Aufenthalte in China. In denselben Jahren soll er Vorsitzender der Vereinigung für Kunst und Literatur des Primorjegebiets gewesen sein. Für sein Schaffen wichtiger war die Mitgliedschaft in der futuristischen Künstlergruppe um die Zeitschrift Twortschestwo. Er organisierte außerdem fünf große Meetings der Futuristen und redigierte die Zeitschrift Birjutsch.

### Avantgarde in Moskau
Nicht ganz einig sind sich die Chronisten über das Verhältnis von Tretjakow zur Bewegung des Proletkults. Zurück in Moskau soll Tretjakow von 1922 bis 1923 Mitglied im Zentralkomitee des Allrussischen Proletkults gewesen sein. Später schrieb er allerdings bissige Kritiken gegen diese künstlerische Richtung, insbesondere gegen die Absicht, eine von der Partei unabhängige ‚reine‘ proletarische Kunst zu entwickeln.
Eine Zeitlang soll Tretjakow mit Schauspielern, Regisseuren und Musikern in einem Wohnheim gelebt haben. Er entwickelte die Konzeption eines artistisch-disziplinierten Gemeinschaftslebens. Diese Ideen drücken sich auch in seiner Auffassung der Theaterarbeit aus, die er in Agitationsstücken – u. a. in Zusammenarbeit mit Sergei Eisenstein – umgesetzt hat.
1923 werden die Künstlergruppe und die gleichnamige Zeitschrift Linke Front der Kunst (LEF) gegründet, Wladimir Majakowski ist dabei die führende Figur, Tretjakow ist Mitglied. Die Gruppe kritisiert die Erscheinungsformen der NEP (Neue Ökonomische Politik) auf dem Gebiet der alltäglichen Lebensverhältnisse und polemisiert gegen die Nachfolgegruppierungen des Proletkults. Sie besteht bis 1925, wird aber unter der breiten Bevölkerung kaum bekannt.

### China
1924 reist Tretjakow erneut nach China und ist bis 1925 an der Universität Peking als Professor für russische Literatur tätig. Außerdem arbeitet er als China-Korrespondent der Prawda. In dieser Zeit gewinnt er den Zugang zu den Stoffen für zwei seiner erfolgreichsten Werke: das Drama Brülle China! und die Lebensgeschichte der chinesischen Studenten Den Schi-Chua. In der Zeitschrift Internationale Literatur schrieb Tretjakow 1932 (Nr. 4/5) über seine Zeit in China:
„Von der Zeitung wird der Kampf geführt gegen alles Exotische, scheinbar Unverständliche, Irrationelle, Unerklärliche, gegen die Verschleierung der einfachsten und notwendigsten menschlichen Beziehungen durch geheimnisvolle Schnörkeleien. Einen solchen Kampf gegen das Exotische führte ich besonders beharrlich 1924–25 während meiner Arbeit als Professor der Pekinger Nationaluniversität. Während dieser Zeit trat mir die gemeine Verlogenheit all jener spannenden, romantischen Novellen über China (mit Porzellan-Prinzessinnen in Seidengewändern und tückischen Giftmischern furchterregender Sekten) besonders kraß vor Augen. Das Märchen von dem geheimnisvollen Volk, das gefährlicher als ein Tiger sein sollte und dessen Blut sich nicht mit dem Blut eines Weißen vermischen könne, wurde absichtlich kolportiert, um die Grenze zwischen Eroberer und Sklave aufrechtzuerhalten. Die Zeitung dagegen lehrte mich, Tatsachen zu schätzen und sie für die literarische Produktion auszunützen.“